# Мале Мікряково
Мале Мікря́ково (рос. Малое Микряково, марій. Изи Пистер) — присілок у складі Гірськомарійського району Марій Ел, Росія. Входить до складу Ємешевського сільського поселення.

## Населення
Населення — 16 осіб (2010; 18 у 2002).
Національний склад (станом на 2002 рік):
- марі — 100 %